# أورلة
أورلة (بالتركية: Urla)‏ هي بلدة ومُديريَّة تقع في ولاية إزمير بتركيا. تصل مساحتها إلى 727 كم²، وترتفع عن سطح البحر حوالي 70 م.